# M-16
М-16 је ознака за прву у серији аутоматских, или јуришних пушака, развијених крајем педесетих година 20. века на основу пушке Армалајт АР-15, конструктора Јуџина Стонера и Џејмса Л. Саливана. Изворни модел М-16 се више не користи и замењен је унапређеним верзијама. Тренутно је у Војсци САД у најраширенијој употреби карабинска верзија настала на основу модела М16А2, која носи ознаку М4А1 или Карабин М4.

## Историјски развој
Иако су одмах по завршетку Другог светског рата западни војни стручњаци уочили потребу за лакшим оружјем веће ватрене моћи, све до почетка шездесетих година 20. века САД нису имале јуришну пушку која је могла да се носи са оружјем свог главног хладноратовског ривала, Совјетског Савеза.
У оквиру пројекта САЛВО, извршена је анализа преко три милиона извештаја из Првог и Другог светског рата. Изведен је закључак да се већина борби води на мањим удаљеностима, до четири стотине метара, да су циљеви углавном покретни и да постоји потреба за оружјем мањег калибра, мање снаге и веће ватрене моћи.
Постојећи пушчани метак калибра 7,62×51 НАТО због велике снаге није био подесан за употребу у оружју тог типа, па је у том циљу, усвојен метак M193 5,56×45. Његово зрно је лакше и мање од совјетског метка М43 који користи АК-47, али има већу почетну брзину.
Конструктори Јуџин Стонер и Џејмс Л. Саливан су за фирму Армалајт енгл. ArmaLite за овај нови метак прво прерадили своју постојећу пушку AR-10, а после вишегодишњег развоја и више прототипова конструисали нову пушку која је понела ознаку AR-15. Пушка је била револуционарне конструкције и у њеној изради су примењени за то време потпуно нови и несвакидашњи материјали: алуминијум, полимери и стаклена влакна, који се дотле нису користили за израду главних делова оружја.
Фирма Армалајт је лиценцу за АР-15 продала фирми Колт енгл. Colt Mfg. CO. из Хартфорда у Конектикату, која је на основу ње направила дериват који је добио ознаку М-16. Пушка је на тестовима задовољила тражене услове, па је Колт је почетком шездесетих година склопио уговор са Војском САД и започео серијску производњу.
У оружаним снагама САД, јуришна пушка М-16 је уведена у наоружање 1963. До 1969. је потпуно заменила пушку М14 као стандардно оружје пешадије.

## Опис и особине
Пушка М-16 је замишљена као свестрано вишенаменско оружје. У стрељачком воду може бити класична јуришна пушка, снајпер или лаки пушкомитраљез. Могућа је монтажа оптичког нишана, потцевног бацача граната, ножица и разбијача пуцња, а скривач пламена на устима цеви омогућава испаљивање тромблонских мина. На ручици за ношење која је истовремено и задњи нишан, налази се и шина за монтажу оптичког нишана. Функционише на принципу позајмице барутних гасова. Затварач је ротациони.
Намењена је уништавању живе силе и материјално техничких средстава. Ефикасна је на даљинама до 500 m, а сређеном ватром више стрелаца и до 800 m. Дејствује јединачно, рафално или кратким рафалима од три метка. Одликује је мала тежина - данашње верзије су тешке око 3.200 грама. Трзај је благ и оружје се лако контролише и при рафалној паљби.
Пушка је јединствене конструкције и једноставно се расклапа преклапањем око осовине која се налази на предњем делу сандука, налик на ловачке двоцевке. Задњи нишан је истовремено и ручка за ношење, што јој даје препознатљив изглед. Тело пушке је израђено од алуминијума 7075, цев, затварач и механизам за окидање од челика. Кундак и поткундак ранијих верзија су били израђивани од епоксидних смола ојачаних стакленим влакнима, док су код каснијих верзија смоле замењене Дју Понтовим енгл. DuPont Зител енгл. Zytel полимерима, такође са стакленим влакнима, као и са тефлонским премазом. Кундак је раван, као код снајперских пушака, што омогућава бољу контролу оружја, боље преношење повратног трзаја, а тиме и мањи одскочни трзај. Рукохват је ергономски и израђен је од композитних пластичних маса. Технологија израде највећег броја делова се углавном своди на ливење и пресовање, па нема много делова који се раде скупом машинском обрадом, што снижава трошкове производње и чини је веома подесном за масовну производњу.

## Проблеми у експлоатацији
Пушка М-16, иако је по својој концепцији имала све предиспозиције да буде идеално оружје: кратка, веома прецизна, добро уравнотежена и лагана - у првој верзији тешка само 2.800 грама - у вијетнамским џунглама се показала као изузетно осетљиво и непоуздано оружје, склоно застојима и заглављивању.
Уз прве контингенте ових пушака у Вијетнаму, војницима није издаван прибор за чишћење и саветовано им је да их не расклапају јер је пушка толико савремена да јој чишћење није потребно. Ово се убрзо показало као грешка катастрофалних размера, јер су застоји доводили до огромног броја жртава у борбама.
| „ | Наш вод је отишао са 72 човека, а вратио са 19. Веровали или не, знате ли шта нас је највише побило? Наша сопствена пушка. Практично сваки од наших мртвих је нађен са расклопљеном пушком М-16 поред себе, коју је покушавао да поправи. - Стрелац морнаричке пешадије, Вијетнам | ” |

Војницима су подељени прибори за чишћење, а касније у току рата и упутства за расклапање и одржавање у облику стрипа под именом Пушка М16А1 - РУКОВАЊЕ И ПРЕВЕНТИВНО ОДРЖАВАЊЕ (енгл. The M16A1 Rifle - OPERATION AND PREVENTIVE MAINTENANCE). Правилно одржавање и редовно подмазивање су донекле ублажили проблеме, али је пушка услед веома малих зазора између покретних делова била изузетно неотпорна на остатке сагоревања барута, блато, прашину, песак, воду и све врсте нечистоћа на које се може наићи у теренским условима.
Други део проблема је представљала неодговарајућа муниција. Године 1964, хемијски концерн Дју Понт енгл. DuPont је обавестио Војску САД да није у могућности масовно да производи нитроцелулозни барут у складу са спецификацијама које захтева пушка M-16. Решење је нађено када је фирма Олин Метисон енгл. Olin Mathieson Company понудила барут високих перформанси сачињен од нитроцелулозе и нитроглицерина. Мада је Олинов барут WC 846 био у стању да испаљује зрно калибра 5,56 mm при жељеној брзини од 1.000 m у секунди, имао је нежељени учинак повећања брзине паљбе са 850 на 1.000 метака у минути. Ово је стварало додатне наслаге чађи на покретним деловима и повећавало могућност застоја. Проблем је решен уградњом успоривача који је смањивао брзину паљбе на 650 до 850 метака у минути и опремањем нових пушака антикорозивном хромираном гасном комором.
Због свега овога, пушка М-16 је стекла репутацију непоузданог оружја и током Вијетнамског рата су се веома често могли видети амерички војници наоружани пушкама АК-47 кинеске и совјетске производње, заробљеним од непријатеља.
Након вишедеценијског развоја ова пушка је претрпела значајне измене и претворена је у доста поузданије оружје, мада се 1997. на тестовима у пустињским условима показала као знатно инфериорнија у односу на Хеклер и Кох HK-416, Хеклер и Кох XM-8 и ФН SCAR. Из десет пушака сваког модела је испаљено по 6.000 метака, при чему је М-4 имала 882 застоја, од којих 19 тежих, који су захтевали интервенцију пушкара. ФН SCAR је имала 226 лакших застоја, HK-416 223 лакших, а XM-8 116 лакших и 11 тежих застоја.

## Савремене верзије
Основно оружје пешадије Војске и Корпуса морнаричке пешадије САД тренутно представља карабин М-4, настао даљим развојем верзије М16А2. Ова два модела деле око 80% заједничких делова.
Са тежином од 2.880 грама, карабин М-4 је 80 грама тежи у односу на изворни модел М-16 пуне дужине. Дејствује јединачно или кратким рафалима од три метка. Значајне измене у односу на М16А2 су дужина цеви смањена на 368 mm и целог оружја на 838 mm, кундак са телескопским извлачењем и шина система „пикантини“ на поклопцу сандука, која омогућава монтажу великог броја оптичких уређаја. Као и код претходних модела, постоји могућност монтаже потцевног бацача граната М-203. На поткундак је могуће монтирати додатни рукохват или ножице ради боље контроле оружја. Могућа је и монтажа више врста разбијача пуцња за које је развијена подзвучна муниција. Разбијач пуцња се монтира на навој изведен непосредно иза скривача пламена.

## НАТО стандард
У марту 1970, САД су објавиле да све НАТО снаге морају да усвоје метак 5,56×45. Ово је представљало знатну промену у војној филозофији када се ради о калибру оружја. До средине седамдесетих, и друге армије су усвојила и развијале јуришне пушке сличне M-16. Ускоро су уследили напори на стандардизацији, и од 1977. су започета испитивања различитих метака. САД су понудиле оригинални метак M193 5,56×45 без икаквих измена, али су се појавиле сумње око његове продорности у светлу све шире употребе балистичких прслука и других видова телесне заштите. После опсежних испитивања, усвојен је белгијски метак СС109 у калибру 5,56×45 STANAG 4172. Био је заснован на оригиналном америчком, али је поседовао ново зрно од 62 грејна коме је додат мали челични врх, са циљем побољшања пробојности. Овај метак је први усвојио Корпус морнаричке пешадије САД са пушком M16A2, уведеном у наоружање 1982, која је убрзо постала стандардно наоружање у оружаним снагама САД. Стандардна муниција 5,56×45 коју користе оружане снаге САД носи ознаку M855. У међувремену је усвојен и стандардни STANAG оквир од 30 метака који одговара свим НАТО пушкама калибра 5,56×45.

## Корисници
Иако се пушка М-16 и њене варијанте нису показале као нарочито успешне током вишедеценијске експлоатације, произведено је око осам милиона примерака који су употреби широм света. Тренутно их користи 15 земаља НАТО и осамдесетак других земаља широм света.
- Авганистан[9]
- Аргентина: Специјалне снаге су користиле M16A1 у рату на Малвинима, а тренутно користе M16A2.[10]
- Аустралија[11] До 1989. су у употреби биле M16A1, замењене са Штајер АУГ Ф88
- Бахреин[12]
- Бангладеш: Користи их војска, специјалне и антитерористичке јединице.[13]
- Барбадос[14]
- Белизе[14]
- Боливија[14]
- Бразил[14]
- Брунеј[14]
- Камбоџа[15][16] Користе M16A1.
- Камерун[14]
- Канада: Канадске оружане снаге користе пушке Ц7 и Ц8 које производи Колт Канада.[17]
- Чиле[14]
- Костарика[тражи се извор]
- ДР Конго[15]
- Данска:[14] Сви видови данских оружаних снага користе пушке Ц7 и Ц8 које производи Колт Канада.
- Доминиканска Република[14]
- Источни Тимор[18]
- Еквадор[14]
- Салвадор[14] Користе M16A1/A2.
- Естонија[19]
- Фиџи[14]
- Француска[14]
- Габон[14]
- Гана[14]
- Грчка[14] M16A2/M4 користе специјалне јединице Грчке војске, јединице у саставу ISAF у Авганистану и Грчка ратна морнарица.
- Гренада[14]
- Гватемала[15] Користе M16A1.
- Хаити[15]
- Хондурас[20]
- Хонгконг: Користе јединице специјалне намене (A1/A2), обезбеђење аеродрома (AR-15), и Полицијска тактичка јединица (AR-15).
- Индија[14]
- Индонезија[14] Индонежанска Армија је у великој мери користила M16 за време инвазије Источног Тимора. Пушку сада користе индонежанске специјалне снаге.
- Ирак: Користи их Ирачка војска.[21]
- Израел[22]
- Јамајка[14]
- Јордан[14]
- Јужна Кореја: За време Рата у Вијетнаму, САД су наоружале јединице Републике Кореје стациониране у Вијетнаму са 27.000 пушака M16. Поред тога, 600.000 комада M16A1 (Колт, Модел 630К) је произведено по лиценци у Индустрији прецизне механике Даиву. Производња је започела 1974. а окончана је 1985.[14]
- Либан[15][23]
- Лесото[14]
- Либерија[15]
- Литванија: Литванске оружане снаге[24]
- Малезија[14]
- Мексико[14]
- Монако
- Мароко[14]
- Нови Зеланд[14] До 1988. су у употреби биле M16A1, замењене са Штајер АУГ
- Непал[25]
- Холандија: Војска Краљевине Холандије користи пушке Ц7 и Ц8 које производи Колт Канада.[17]
- Никарагва[14]
- Нигерија[14]
- Оман[14]
- Пакистан: Специјална група (ССГ) Војске Пакистана.[26]
- Панама[14] M16A1 is used.
- Перу[14]
- Филипини: Производи по лиценци Elisco Tool and Manufacturing.[14]
- Катар[14]
- Сенегал[27]
- Сингапур: Локална варијанта M16A1 (M16S1) коју по лиценци производи ST Kinetics.[15]
- Сомалија[14]
- Јужна Африка[14]
- Шри Ланка[15]
- Тајланд[14]
- Тунис[14]
- Турска[14] У употреби су верзије M16A1/A2/A4.
- Уганда[14]
- УАЕ[14]
- УК Специјалне јединице САС.[28]
- САД[29]
- Босна и Херцеговина :Користе Оружане снаге Босне и Херцеговине
- Уругвај[14]
- Вијетнам[14] Користи заробљене пушке M16A1.